# Bert Appermont
Bert Appermont (* 27. Dezember 1973 in Bilzen, Belgien) ist ein belgischer Komponist und Dirigent. Er schreibt auch unter dem Pseudonym „Robert Finn“.

## Leben
Appermont studierte Fugenlehre, Orchester- und Blasorchesterleitung bei Jan Hadermann, Edmond Saveniers und Jan Van der Roost am Lemmens-Institut in Leuven. 1998 schloss er seine Studien mit dem Diplom am Institut ab. Bei weiteren Studien an der Bournemouth Media School erwarb er den Master of Music Design for Film & Television in Großbritannien, um seine Fähigkeiten im Bereich der Komposition für Musical, Film und Fernsehen zu erweitern.
Appermont war Lehrer an der Musikschule in Beverst und dem Musik-Gymnasium in Hasselt. Gegenwärtig hält er Vorlesungen an der „Katholieke Hogeschool Limburg“ und unterrichtet  an der Musikschulen von Lanaken und Genk.
Als Komponist schrieb er bisher Auftragswerke für Blasorchester, Symphonieorchester, Chor und Kammermusik sowie zwei Musicals. Er gehört zu einer neuen Generation belgischer Komponisten im Umfeld von Jan Van der Roost. Inspiriert von Johan de Meij (Symphonie Nr. 1 „The Lord of the Rings“) und Philip Sparke (Dance Movements) komponierte er eine programmatische Symphonie für Symphonisches Blasorchester (um Harfe und Klavier erweitert).
2020 wurde er mit dem Buma International Brass Award der niederländischer Stiftung Buma Cultuur ausgezeichnet.

## Werke

### Werke für Blasorchester
- 1997 The Awakening
- 1998 Colors for trombone für Posaune und Symphonisches Blasorchester
  - 1. Yellow
  - 2. Red
  - 3. Blue
  - 4. Green
- 1999 Elysium
- 2000 The round table
- 2000 Gullivers Travels
  - 1. Liliput (Land of the Midgets)
  - 2. Brobdingnag (Land of the giants)
  - 3. Laputa (The floating Island)
  - 4. The Houyhnms (Land of the Horses)
- 2002 Die Saat des Satans (Zaad van Satan) Musical für 7 Solisten, Chor und Symphonisches Blasorchester
- 2002 Jericho
  - 1. Years of Exile
  - 2. The Battle of Jericho
  - 3. Victory
  - 4. Celebration
- 2003 Symphonie Nr. 1 „Gilgamesch“
  - 1. Satz: Gilgamesch und Enkidu
  - 2. Satz: Battle of Titans
  - 3. Satz: Adventures in the Forest
  - 4. Satz: Journey to Utnapishim
- 2004 Egmont Symphonische Dichtung
- 2004 Ivanhoe
  - 1. Code of Chivalry
  - 2. Loyalty or Love
  - 3. Battle and Finale
- A Celebrating Village für Chor (ad lib.) und Blasorchester
- Absalon
- Noah’s Ark
  1. The Message
  2. Parade of the Animals
  3. The Storm
  4. Song of Hope
- Rapunzel
  - 1. The Witch in the Garden
  - 2. Rapunzel in the Tower
  - 3. The Prince in the Forest
  - 4. The End
- The Age of Aquarius
- Mater Aeterna
- Saga Candida (aus Die Saat des Satans)
- 2009 Robinson Crusoe
- 2011 Symphony Nr. 2 – The Golden Age